# Southlake (Texas)
Southlake város az USA Texas államában, Tarrant és Denton megyében. Lakosainak száma 31 265 fő (2020. április 1.).

## Népesség
A település népességének változása:

| 2010 | 26 575 |
| 2020 | 31 265 |